# Jimmy Quillen

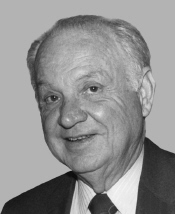
Jimmy Quillen

James Henry „Jimmy“ Quillen (* 11. Januar 1916 bei Kingsport, Tennessee; † 2. November 2003 ebenda) war ein US-amerikanischer Politiker. Zwischen 1963 und 1997 vertrat er den Bundesstaat Tennessee im US-Repräsentantenhaus.

## Werdegang
Jimmy Quillen besuchte bis 1934 die Dobyns-Bennett High School in Kingsport. Seit 1936 war er im Zeitungsgeschäft tätig. Während des Zweiten Weltkrieges diente er zwischen 1942 und 1946 in der US Navy. Nach dem Krieg wurde er im Bankgewerbe, im Immobiliengeschäft und in der Versicherungsbranche tätig. Außerdem begann er als Mitglied der Republikanischen Partei eine politische Laufbahn. Zwischen 1955 und 1962 saß er als Abgeordneter im Repräsentantenhaus von Tennessee. Darüber hinaus war er in den Jahren 1956, 1964 und 1968 Delegierter zu den jeweiligen Republican National Conventions.
Bei den Kongresswahlen des Jahres 1962 wurde Quillen im ersten Wahlbezirk von Tennessee in das US-Repräsentantenhaus in Washington, D.C. gewählt, wo er am 3. Januar 1963 die Nachfolge von Louise Goff Reece antrat. Nach 16 Wiederwahlen konnte er bis zum 3. Januar 1997 insgesamt 17 Legislaturperioden im Kongress absolvieren. In diese Zeit fielen unter anderem der Vietnamkrieg, die Endphase der Bürgerrechtsbewegung und die Watergate-Affäre. Damals wurden auch der 24., der 25., der 26. und der 27. Verfassungszusatz verabschiedet.
Im Jahr 1996 verzichtete Quillen auf eine weitere Kandidatur. Er starb am 2. November 2003 im Alter von 87 Jahren.